# Ogcogaster kempi
Ogcogaster kempi là một loài côn trùng trong họ Ascalaphidae thuộc bộ Neuroptera. Loài này được Fraser miêu tả năm 1922.